# Міхаліс Хадзіянніс
Міха́ліс Хадзія́нніс (грец. Μιχάλης Χατζηγιάννης, нар. 5 листопада 1978, Нікосія, Кіпр) — кіпріотський і грецький співак і композитор. Один з найпопулярніших сучасних співаків у грецькомовній поп-музиці, також здобув популярність у Німеччині, Швейцарії, Австрії й Австралії. У період з 2000 по 2009 роки він здобув понад 30 сертифікатів, що робить його одним з найуспішніших грецьких виконавців декади. 2010 року журнал Forbes назвав Хатзіянніса 22 за впливовістю знаменитістю в Греції.

## Біографія
Міхаліс Хадзіянніс народився у Нікосії, Кіпр, хоча родина походила з Кіренії, звідки мала переїхати через захоплення частини острова Туреччиною у 1974 році. Ще в дитинстві Міхаліс здобув музичну освіту: за класом класичної гітари, фортепіано у місцевій музичній школі, а згодом закінчив Музичну академію Кіпра. У віці 14 років він взяв участь у телевізійному конкурсі на Кіпрі під назвою «Afetiries», де посів перше місце.

### Початок професійної кар'єри
Перший альбом «Σενάριο» (Сценарій) Міхаліс записав 1995 року, і той дуже швидко став «платиновим». Другий альбом записано 1997 року — «Ο Μιχάλης Χατζηγιάννης τραγουδά Δώρο Γεωργιάδη».
До 1998 року Міхаліс Хатзіянніс став уже визнаним співаком на Кіпрі та навіть представив батьківщину на пісенному конкурсі Євробачення-1998 із піснею «Γένεσις», до якої самостійно написав і мелодію, і лірику. Щоправда, здобув лише 11 місце із 37 балами.

### Кар'єра у Греції
У вересні 1998 року співак переїхав до Афін, де йому запропонував співпрацю Йоргос Хадзінасіос. Разом вони записали саундтрек до телефільму виробництва грецького каналу ANT1 — «Αγγιγμα Ψυχής» (Дотик душі).
2000 року співак випустив свій перший альбом у Греції, що став «золотим». Другий альбом вийшов 2004 року і став тричі платиновим, влітку того самого року Міхаліс здійснив концертний тур Кіпром та Грецією. Дуже важливою для співака стала його поява на Олімпійських іграх в Афінах 2004 року. Взимку він зробив програму із Пасхалісом Терзісом, що була визнана найкращою в Афінах та Салоніках.
Тур 2005 року вже передбачав 30 концертів та феєричне завершення у театрі Лікавіта в Афінах, що транслювався телебаченням наживо. Квитки на заключний виступ було продано за 2 години. 2005 року Міхаліс також здійснив свій перший тур Австралією. 2006 року у співпраці із Гіоргосос Хатзінасіосом вийшов альбом «Φίλοι και Εχθροί» (Друзі та вороги), що тричі здобув статус «платинового». Крім туру Грецією Міхаліс виступав із концертами у США та Канаді.
2007 року сингл «Tonight/Σήμερα» із німецьким гуртом Reamonn, що був розміщений в альбомі гурту «Wish» та альбомі Міхаліса «Φίλοι και Εχθροί», здобув співаку визнання в Європі. 2008 року вийшов чорговий студійний альбом співака із символічною назвою «7». У грудні він також був запрошений для виступу у щонедільному телешоу Лакіса Лазопулоса «Al Tsantiri News».

#### 2009–2010: Κολάζ і Mihalis
7 листопада 2009 року співак презентував першу пісню нового альбому «Κάτι λείπει» (Чогось бракує). 26 листопада відбулась презентація нового альбому під назвою «Κολάζ» (Колаж). Композиції альбому — здебільшого кавер-версії «класики» грецької сучасної музики, серед авторів Міміс Плессас, Маріос Токас, Янніс Спанос, Георгіос Хадзінасіос, Маноліс Хіотіс, Танос Мікрутсікос, Стаматіс Краунакіс, Тасос Бугас, а також Антоніс Вардіс. Альбом «Κολάζ» став чотирикратно платиновим в Греції та платиновим на Кіпрі.
У грудні 2009 року відбувся реліз першого англомовного синглу у кар'єрі Міхаліса Хатзіянніса «More Than Beautiful», який швидко здобув популярність у Швейцарії та Німеччині Вихід англомовного альбому від назвою «Mihalis» на європейський ринок був запланований на початок 2010 року, проте згодом реліз було відкладено. Вийшов альбом одночасно в Німеччині, Швейцарії та Австрії 13 серпня 2010 року. На Кіпрі та у Греції презентація альбому відбулась 1 жовтня 2010 року.
У листопаді 2010 року Міхаліс Хатзіянніс розпочав підготовку до європейського туру.

#### 2011–2012: Το Καλύτερο Ψέμα, Live 2011, Θάρρος ή Αλήθεια, «Ο καλός, ο κακός+ο άσχημος»
12 грудня відбувся реліз нового альбому «Το Καλύτερο Ψέμα» та однойменного синглу. 13 лютого 2011 року відбувся офіційний реліз синглу під назвою «4 Μπαλάντες» (укр. 4 балади), до якого увійшли пісні «Αν μ΄Αγαπάς», «Στην άκρη του Παραδείσου», «Φίλα Με» і «Ως Εδώ».
На початку квітня 2011 року Міхаліс Хатзіянніс випустив концертний альбом Μιχάλης Χατζηγιάννης Live 2011, до якого увійшли пісні альбому Το Καλύτερο Ψέμα та найкращі хіти попередніх альбомів. 6 квітня альбом став доступним для прослуховування на офіційному каналі співака на YouTube.
5 липня 2011 року у Петруполі розпочався літній тур співака містами Греції. Гастролі завершилися концертами 5 вересня в Салоніках на сцені Театру Дасус та 8 вересня в Афінах на арені Лікавіту.
19 грудня відбулася офіційна презентація нового студійного альбому «Θάρρος ή Αλήθεια». До нього увійшли 13 пісень. Перший сингл, що має таку саму назву «Θάρρος ή Αλήθεια», був презентований трохи раніше, а 8 грудня завершилися зйомки кліпу на цю пісню. Перший літній концерт співака відбувся 29 червня 2012 року у South Coast, I пляж Вули, були виконані пісні альбому «Θάρρος ή Αλήθεια», а також добре відомі хіти із попередніх альбомів.
Взимку 2012–2013 года Міхаліс співпрацює з Яннісом Зуганелісом і Сакісом Буласом на сцені Ακτή Πειραιως у виставі «Хороший, поганий, злий». Це унікальна музична вистава, яка триває чотири години і поєднує в собі музику, спів, драму і політичну сатиру. Прем'єра вистави відбулася 2 листопада 2012 року. Спеціально для цієї вистави Хадзіянніс написав пісню. 18 грудня 2012 року Platinum Records представила новий альбом Елеани Врахалі «Όλα τα Ναι του κόσμου». Всі кошти від продажу альбому передані асоціації «Παιδικά Χωριά SOS Ελλάδος» — благодійній некомерційній організації, яка надає допомогу дітям, позбавленим турботи своїх біологічних батьків, а також центру лікуванню наркоманії «Κέντρο Θεραπείας Εξαρτημένων Ατόμων». Для цього альбому Міхаліс Хадзіянніс записав пісню «Καληνύχτα».

#### 2013: «Η Αγάπη Δυναμώνει»
2 лютого 2013 року Хадзіянніс зіграв останній раз у виставі «Хороший, поганий, злий» (грец. «Ο καλός, ο κακός+ο άσχημος») на сцені «Ακτή Πειραιώς». Незабаром у ротації радіо-станцій та в ефірі каналу Mad TV з'явилася пісня «Se Ena Toiho», записана спільно з Midenistis на лірику Нікоса Мораїтіса та Панайотіса Бугаса (Midenistis) і музику Дімітріса Контопулоса. У березні 2013 року він взяв участь у Antipodes Festival в Австралії (найбільший фестиваль грецької культури за межами Греції): 16 березня в Мельбурні, 17 березня в Сіднеї. Обидва виступи були безкоштовними для публіки. Організатори фестивалю назвали виступи Міхаліса головною подією Antipodes Festival в 2013 році. 24 березня 2013 року відбувся концерт Хадзіянніса в KOKO (Camden Palace Theatre) в Лондоні.
2013 року Міхаліс Хадзіянніс взяв участь у MadWalk, виконавши «Se Ena Toiho», яка на той час вже не перший тиждень очолювала Νational Airplay Chart. На початку травня презентовано перший сингл нового альбому «I agapi dinamomei», написану Хадзіяннісом спільно із Нікосом Мораїтісом. 17 червня відбувся реліз нового альбому співака під назвою «I agapi dinamomei». Його склали 11 пісень на музику Міхаліса Хадзіянніса та лірику таких авторів, як Елеана Врахалі, Елені Яннацуліа, Нікос Мораїтіс, Танос Папаніколау. 20 червня розпочинається великий концертний тур містами Греції.

### Приватне життя
На початку січня 2009 року Міхаліс Хатзіянніс зробив пропозицію своїй нареченій Деспіні Олімпіу, проте згодом пара розірвала стосунки. Теперішня кохана співака — грецька акторка Зета Макріпуліа.

## Дискографія

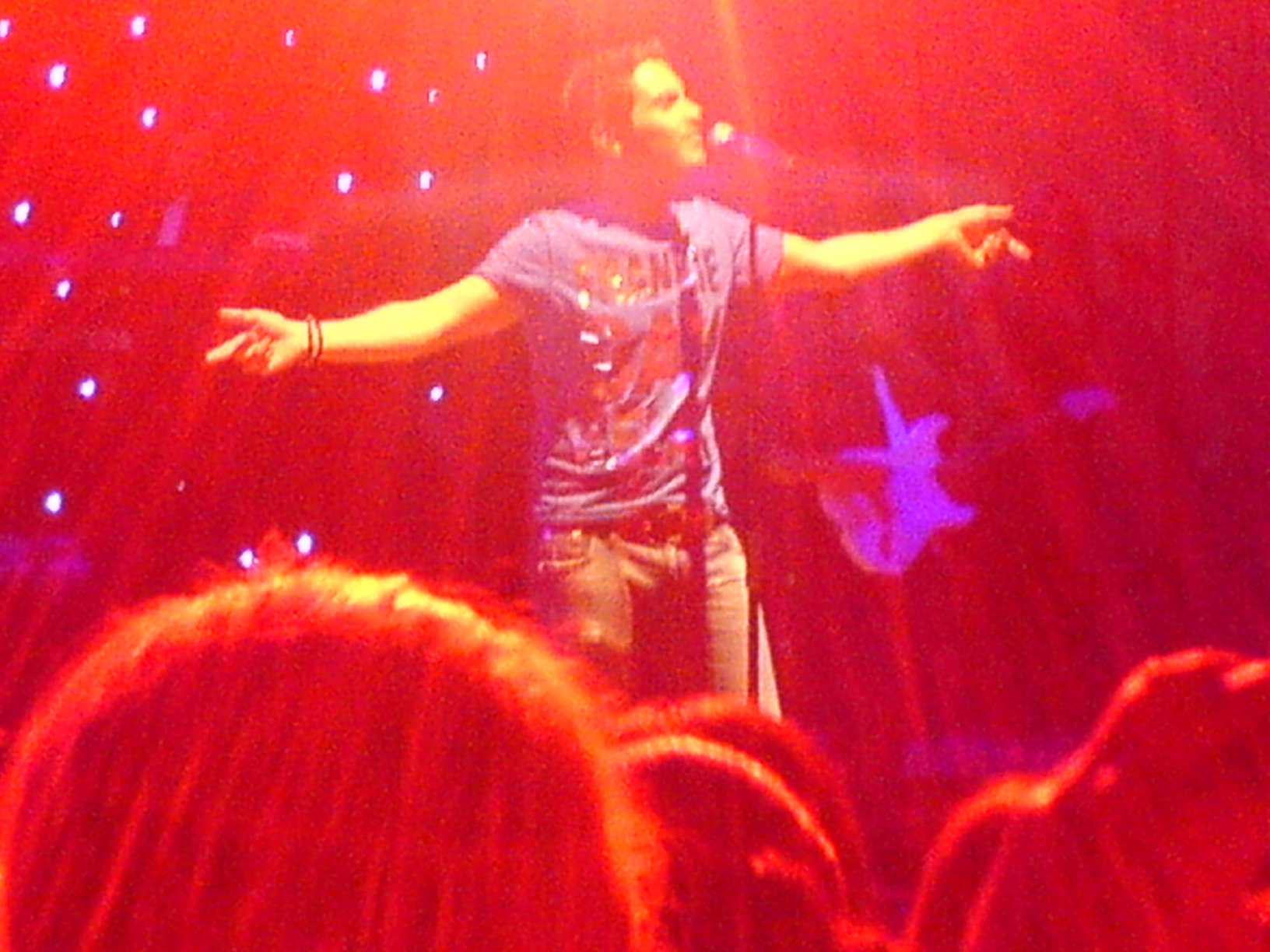
Під час виступу у Штутгарті

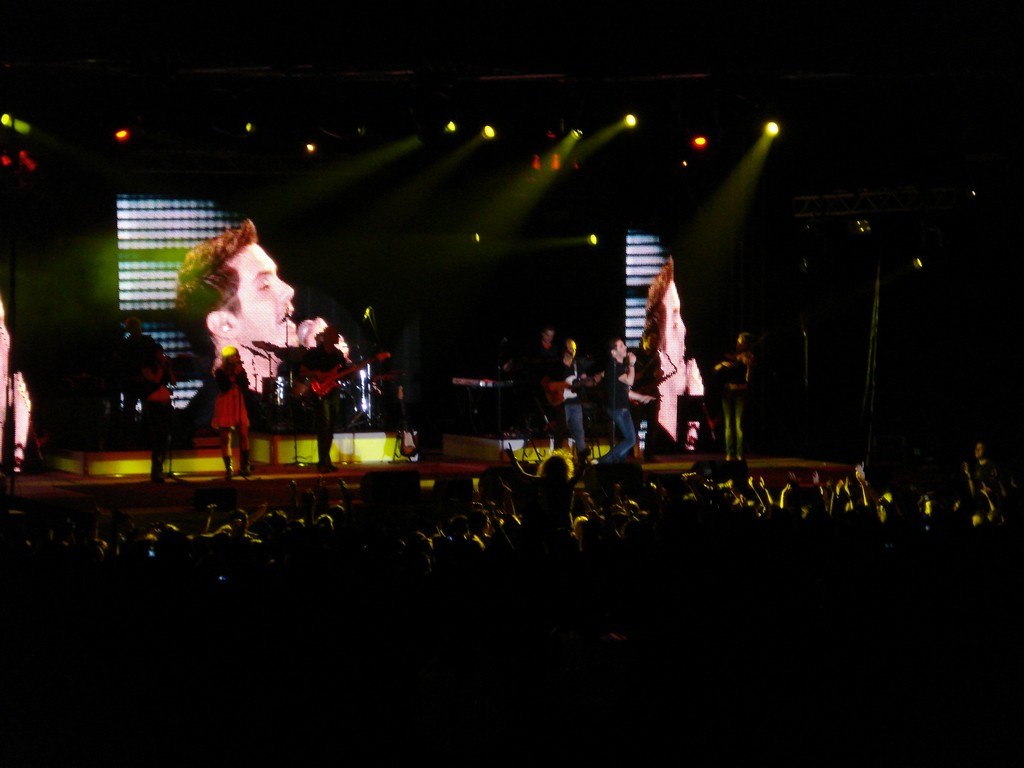
Виступ 2009 року у Тихеро, Еврос

Міхаліс Хатзіянніс — автор музики більшості пісень власного виконання. Також він пише пісні для Наташи Феодоріду («Μια γλυκιά μελωδία», «Δεν είμαι για σένα», «Απόψε»), Васіліса Карраса («Μη μ' αγαπάς»), Елефтерії Арванітакі («Ως τα χαράματα»), Деспіни Олімпіу, Елені Пета («Αυτό που μας δένει»), Пасхаліса Терзіса («Μια φορά»), Йоргоса Дараласа («Όλα μιλούν για σένα», «Θα περιμένω εδώ»), Глікерії («Κρυφτό», «Δεν έχω πολλά»), Костаса Македонаса («Μη φοβάσαι», «Ακίνητη»), Йоргоса Мазонакіса («Μην πας πουθενά»). Автором віршів до переважної більшості пісень у виконанні Хатзіянніса є Елеана Врахалі, крім того співак співпрацював із такими поетами, як Нікос Мораїтіс, Елені Зіога, Евангелос Зографідіс, під час написання альбому «Θάρρος ή Αλήθεια» — Нікос Гріціс.

### Студійні альбоми
- 1995: Σενάριο
- 1996: Ο Μιχάλης Χατζηγιάννης τραγουδά Δώρο Γεωργιάδη
- 1997: Ανωνύμων Πατρίδων
- 1998: Επαφή
- 1999: Χριστουγγενιάτικα Τραγούδια Με Τον Μιχάλη Χατζηγιάννη
- 2000: Παράξενη Γιορτή
- 2001: Δεν Έχω Χρόνο
- 2002: Κρυφό Φιλί
- 2003: Μόνος Μου
- 2003: Ρ 20
- 2004: Ακατάλληλη Σκηνή
- 2005: Όνειρο Ζω
- 2006: Φίλοι & Εχθροί
- 2007: Πιο Πολύ
- 2008: 7
- 2009: Κολάζ
- 2010: Το Καλύτερο Ψέμα
- 2011: Θάρρος Ή Αλήθεια
- 2013: Η Αγάπη Δυναμώνει
- 2017: Έρωτας Αγκάθι
- 2018: Da Capo = Από Την Αρχή

### Різноподібний збірник
- 1995: — Το Πορίζιν + Γράμμα
- 1997: — Τα Πρώτα Του Τραγούδια
- 1998: — Άγγιγμα Ψυχής
- 2003: — Best Of 1998-2001
- 2006: — Παραδοσιακά
- 2016: — Οι Επιτυχίες 1999 - 2016
- 2010: — Mihalis
- 2011: — 4 Μπαλάντες
- 2013: — Η Αγάπη Δυναμώνει - The Complete Collection
- 2020: — Unplugged
- 2022: — Δέκα Όψης Της Αγάπης

### Концертні альбоми
- 2011 - Live 2011
- 2006 - Θέατρο Βράχων Μιχάλης Χατζηγιάννης Φεστιβάλ Συνάντήσεις Τέχνης Στη Σκιά Των Βράχων
- 2007 - Ζωντανά Στο Λυκαβηττό 2007-08
- 2011 - Live 2011

### DVD-диски
- (2006): – Live
- (2009): – Από Party Σε Party 1999 / 2009
- (2009): – Διαδρομές
- (2010): – Best Of Live & Soundtracks
- (2011): – The Video Collection

### Дуети
- 2000 – «Πτήση 201» (за уч. з Маріяї Пападопулу)
- 2000 – «Προσευχή» (спільно з Алексіяї)
- 2001 – «Σ'αγαπώ Σ'αγαπώ» (за уч. з Харіс Алексіу)
- 2007 – «Σήμερα (Tonight)» (спільно з групою Reamonn)
- 2007 – «Ο Παράδεισος» (спільно з Деспіною Олімпіу
- 2009 – «Είσαι Εδώ» (за уч. з OtherView)
- 2009 – «Δεν Θέλω Πια Να Ξαναρθείς» (спільно з Гликеріяї
- 2011 – «Βροχή Των Αστεριών» (за уч. з Андріаною Бабалі)
- 2011 – «Αξίζω» (спільно з Юліяї Каллімані)
- 2012 – «Σε Έναν Τοίχο» (за уч. з Міденістісом)
- 2013 – «Love, Love, Love» (спільно з Меліною Маммас)
- 2017 – «Σαϊτιά» (за уч. з Фанасісом Алеврасом)
- 2017 – «Σε Ποιον Να Πω Το Σ'Αγαπώ» (спільно з Дімітрою Галані)
- 2018 – «Να Με Προσέχεις» (за уч. з Дімітрою Галані)
- 2018 – «Ένα Πρωινό» (спільно з Дімітрою Галані)
- 2022 – «Εκδρομή» (за уч. з Тамтою)

### Колекція синглів
- 2010 — Everyone Dance
- 2012 — We Own The World Tonight
- 2014 — Όρκος Σιωπής
- 2014 — Μια Δεύτερη Ζωή
- 2014 — Ομερτά
- 2014 — Κάτι Δυνατό
- 2015 — Θα Χαθώ Πριν Φύγω
- 2016 — Κράτα με εδώ
- 2019 — Βάλε Ένα Καφέ
- 2019 — Πιστεύω Σε Σένα
- 2019 — Η Καλύτερή Μου Φίλη
- 2020 — Μην Αργείς
- 2020 — Χορεύω
- 2020 — Είμαι Μόνο Ένας Άντρας
- 2021 — Κομμένα Τα Πρέπει
- 2021 — Κανένας Μόνος
- 2021 — Το Θαύμα
- 2022 — Εσύ Είσαι Πάνω Απ' Όλα
- 2023 — Με Πονάει
- 2023 — Όλα Πολύ

### Збірник відеокліпів
- 1998: «Genesis (English Version) (Eurovision 1998 / Cyprus)»
- 1998: «Παγκόσμιος Πολίτης»
- 1998: «Το Σώμα Που Ζητάς»
- 2000: «Μόνο Στα Όνειρα»
- 2000: «Παράξενη Γιορτή»
- 2000: «Προσευχή» (спільно з Алексіяї)
- 2000: «Οι Τίτλοι Του Τέλους»
- 2001: «Δεν Έχω Χρόνο»
- 2002: «Καπνός»
- 2002: «Το Σ΄Αγαπώ»
- 2002: «Χωρίς Αναπνοή»
- 2002: «Είσαι Εδώ»
- 2003: «Μόνος Μου»
- 2003: «Πάρτυ»
- 2004: «Πού Είναι Η Αγάπη»
- 2004: «Για Σένα»
- 2004: «Αυτά Που Θα 'Λεγα Σε Σένα»
- 2004: «Ο Βυθός Σου»
- 2006: «Όνειρο Ζω»
- 2006: «Δεν Φεύγω»
- 2006: «Όλα ή Τίποτα»
- 2006: «Να Είσαι Εκεί»
- 2006: «Χέρια Ψηλά»
- 2006: «Αν Δεν Κοιτάζω Εσένα»
- 2007: «Πιο Πολύ»
- 2007: «Ο Παράδεισος Δεν Φτιάχτηκε Για Μας» (спільно з Деспіною Олімпіу)
- 2007: «Κράτα Με (Γητευτής)»
- 2007: «Έτσι Σε Θέλω»
- 2008: «Εμείς Οι Δυο Σαν Ένα»
- 2008: «Όλα Θα Πάνε Καλά»
- 2008: «Ανάποδα»
- 2008: «Πάρ' τα Όλα Δικά Σου»
- 2009: «Άννα»
- 2009: «Ο Τηλεφωνητής»
- 2009: «Στη Λεωφόρο Της Αγάπης»
- 2010: «Μια Από Τα Ίδια»
- 2010: «Το Καλοκαίρι Μου»
- 2010: «Everyone Dance»
- 2011: «Σ'Αγαπώ»
- 2011: «Τρεις Ζωές»
- 2011: «Πλάι πλά»
- 2011: «Θάρρος Ή Αλήθεια»
- 2011: «Αξίζω» (спільно з Юліяї Каллімані)
- 2013: «Μέσα Σου Βρίσκομαι»
- 2013: «Η Αγάπη Δυναμώνει»
- 2013: «Κάτι Δυνατό»
- 2013: «Ποιος Είμαι Εγώ»
- 2017: «Κοίτα Με»
- 2017: «Σε Ποιον Να Πω Το Σ'Αγαπώ» (спільно з Дімітрою Галані)
- 2018: «Μένω Εκτός»
- 2018: «Η Άνοιξη»
- 2018: «Τράβα Σκανδάλη»
- 2018: «Wild World»
- 2018: «Να Με Προσέχεις» (за уч. з Дімітрою Галані)
- 2018: «Ένα Πρωινό» (спільно з Дімітрою Галані)
- 2019: «Η Καλύτερή Μου Φίλη»
- 2020: «Μην Αργείς»
- 2020: «Χορεύω»
- 2021: «Κομμένα Τα Πρέπει»
- 2021: «Κανένας Μόνος»
- 2021: «Το Θαύμα»
- 2022: «Εκδρομή» (за уч. з Тамтою)
- 2022: «Εσύ Είσαι Πάνω Απ' Όλα»

## Нагороди та номінації
- Best Selling Artist of the Decade 2000-'10:: 2.000.000 продажів[40]

| Рік  | Премія                                | Номінація                                       | Робота                          | Результат |
| ---- | ------------------------------------- | ----------------------------------------------- | ------------------------------- | --------- |
| 2001 | Pop Corn                              | Найкращий новий виконавець                      |                                 | Перемога  |
| 2003 | Arion                                 | Найкращий поп-артист                            |                                 | Перемога  |
| 2003 | Arion                                 | Найкращий поп-альбом                            | Κρυφό φιλί                      | Перемога  |
| 2003 | Arion                                 | Найкращий артистичний співак                    |                                 | Перемога  |
| 2004 | Arion                                 | Найкраща артистична пісня                       | Μόνος μου                       | Перемога  |
| 2004 | Arion                                 | Найкращий сучасний виконавець у стилі лаїко     |                                 | Перемога  |
| 2004 | Arion                                 | Найкращий співак року, який продав сингл        | Μόνος μου                       | Перемога  |
| 2004 | MAD Video Music Awards                | Найкращий поп-відео кліп                        | Μόνος μου                       | Перемога  |
| 2004 | MAD Video Music Awards                | Найкращий артистичний відеокліп                 | To Party                        | Перемога  |
| 2004 | MAD Video Music Awards                | Найкращий відеокліп року                        | Μόνος μου                       | Перемога  |
| 2005 | Arion                                 | Найкращий артистичний виконавець                |                                 | Перемога  |
| 2005 | Arion                                 | Найкращий поп-виконавець                        |                                 | Перемога  |
| 2005 | Arion                                 | Найкращий поп-альбом                            | Ακατάλληλη σκηνή                | Перемога  |
| 2005 | Arion                                 | Найкраща поп-пісня                              | Για Σένα                        | Перемога  |
| 2005 | Arion                                 | Найкращий альбом року                           | Ακατάλληλη σκηνή                | Перемога  |
| 2005 | MAD Video Music Awards                | Найкращий відеокліп року                        | Για Σένα                        | Перемога  |
| 2006 | Status                                | Найкращий виконавець року серед чоловіків       |                                 | Перемога  |
| 2006 | Arion                                 | Найкраща артистична пісня                       | Να Μείνεις Εδώ                  | Перемога  |
| 2006 | Cyprus Music Awards                   | Найкращий грецький виконавець                   |                                 | Перемога  |
| 2006 | Cyprus Music Awards                   | Найкращий грецький сингл                        | Ονειρο Ζώ                       | Перемога  |
| 2007 | Status                                | Найкращий композитор року серед чоловіків       |                                 | Перемога  |
| 2007 | Cyprus Music Awards                   | Найкращий артист серед чоловіків                |                                 | Перемога  |
| 2007 | Cyprus Music Awards                   | Найкращий альбом року                           | Φίλοι & εχθροί                  | Перемога  |
| 2007 | Cyprus Music Awards                   | Найкращий сингл                                 | Όλα ή τίποτα                    | Перемога  |
| 2007 | MAD Video Music Awards                | Найкращий поп відео-кліп                        | Όλα ή τίποτα                    | Перемога  |
| 2007 | MAD Video Music Awards                | Найкращий відео кліп серед виконавців-чоловіків | Όλα ή τίποτα                    | Перемога  |
| 2007 | MAD Video Music Awards                | Найкращий відеокліп року                        | Όλα ή τίποτα                    | Перемога  |
| 2007 | MAD Video Music Awards                | Найзнаменитіший артист                          |                                 | Перемога  |
| 2007 | Arion Awards                          | Найкраща народна пісня                          | Να είσαι εκεί…                  | Перемога  |
| 2007 | Arion Awards                          | Найкраща артистична пісня                       | Δε φεύγω                        | Перемога  |
| 2007 | Arion Awards                          | Найкращий поп-альбом                            | Φίλοι & εχθροί                  | Перемога  |
| 2007 | Arion Awards                          | Найкраща пісня року                             | Όλα ή τίποτα                    | Перемога  |
| 2007 | Arion Awards                          | Альбом року                                     | Φίλοι & εχθροί                  | Перемога  |
| 2007 | Arion Awards                          | Найкращий виконавець року                       |                                 | Перемога  |
| 2007 | Arion Awards                          | Найкращий за продажами сингл                    | Όλα ή τίποτα                    | Перемога  |
| 2007 | Arion Awards                          | Найкращий за продажами альбом                   | LIVE                            | Перемога  |
| 2007 | Johnnie Walker MAN of the Year Awards | Співак року                                     |                                 | Перемога  |
| 2007 | Johnnie Walker MAN of the Year Awards | Людина року                                     |                                 | Перемога  |
| 2008 | MAD Video Music Awards                | Найкращий дует                                  | дует з Деспіною Олімпіу         | Перемога  |
| 2010 | MAD Video Music Awards                | Найкращий виконавець року серед чоловіків       |                                 | Перемога  |
| 2013 | MTV Europe Music Awards               | Найкращий грецький виконавець                   | Міхаліс Хадзіянніс і Midenistis | Номінація |